# Galgouli
Galgouli est une commune rurale située dans le département de Kampti de la province du Poni dans la région Sud-Ouest au Burkina Faso.

## Géographie
Galgouli se trouve à 20 km au sud de Kampti et à environ 55 km au sud-ouest de Gaoua, la grande métropole du sud du pays. La ville est traversée par la route nationale 12 menant à la frontière ivoirienne, distante de 5 km au sud.
La ville se trouve sur les bords de la rivière Toumpo.

## Économie
L'économie du village est basée sur la culture arboricole de manguiers et surtout d'anacardiers dont les fruits sont destinés à l'exportation vers la Côte d'Ivoire et le Ghana.

## Santé et éducation
Galgouli accueille un centre de santé et de promotion sociale (CSPS) tandis que le centre médical le plus proche se trouve à Kampti et le centre hospitalier régional (CHR) de la province à Gaoua.